# Greatest Hits (álbum de Robbie Williams)
Greatest Hits es el segundo álbum de grandes éxitos de Robbie Williams publicada en el año 2004. Este fue el séptimo álbum de Williams lanzado en el Reino Unido, el cual ha vendido más de 4,800,000 copias.
El álbum incluyó dos nuevas canciones, "Radio", y Misunderstood, que más tarde fueron lanzadas como singles.

## Lista de canciones
Este álbum ha sido lanzado con varias pistas, cuyo orden cambia dependiendo del lanzamiento.
"
1. "Misunderstood"

### Lista de canciones (Reino Unido)
1. "Old Before I Die"
2. "Lazy Days"
3. "Angels"
4. "Let Me Entertain You"
5. "Millennium" [Radio Edit]
6. "No Regrets" [Radio Edit]
7. "Strong" [Radio Edit]
8. "She's The One"
9. "Rock DJ"
10. "Kids" [Light Years Version]
11. "Supreme"
12. "Let Love Be Your Energy" [Radio Edit]
13. "Eternity"
14. "The Road To Mandalay"
15. "Feel" [Radio Edit]
16. "Come Undone" [Radio Edit]
17. "Sexed Up" [Radio Edit]
18. "Radio"
19. "Misunderstood"

### Lista de canciones (China)
1. "Old Before I Die"
2. "Angels"
3. "Let Me Entertain You"
4. "No Regrets"
5. "Strong"
6. "She's The One"
7. "Rock DJ"
8. "Supreme"
9. "Let Love Be Your Energy"
10. "Eternity"
11. "The Road To Mandalay"
12. "Better Man"
13. "Feel"
14. "Radio"

### Lista de canciones (Nueva Zelanda)
1. "Angels"
2. "Let Me Entertain You"
3. "Millennium"
4. "No Regrets"
5. "Strong"
6. "She's The One"
7. "Win Some Lose Some"
8. "Rock DJ"
9. "Kids"
10. "Supreme"
11. "Let Love Be Your Energy"
12. "Eternity"
13. "Better Man"
14. "Somethin' Stupid"
15. "Feel"
16. "Come Undone"
17. "Something Beautiful"
18. "Sexed Up"
19. "Radio"
20. "Misunderstood"

### Lista de canciones (Chile)
```
"Old Before I Die"

"Angels"

"Let Me Entertain You"

"Millennium"

"No Regrets"

"Strong"

"She's The One"

"Angels (Español)"

"Rock DJ"

"Kids"
 

"Supreme"

"Let Love Be Your Energy"

"Eternity"
 

"The Road To Mandalay"
 

"Feel"

"Come Undone"

"Sexed Up"

"Ser Mejor"

"Radio"

"Misunderstood"
```

Como extra está "Better man"

## Otros datos
- La edición mexicana incluye también la versión en español de "Angels".
- La edición argentina incluye también las versiones en español de "Angels" y "Better Man" .
- La edición francesa incluye también la versión en francés de "Supreme".

## Certificaciones, ubicaciones y ventas
| País          | Ubicación      | Certificación | Ventas/compras |
| ------------- | -------------- | ------------- | -------------- |
| Argentina     | 1              | 7x Platino    | 280,000+       |
| Australia     | 1 (9 semanas)  | 8x Platino    | 560,000+       |
| Italia        | 1 (3 semanas)  |               |                |
| Austria       | 1 (3 semanas)> | 4x Platino    | 120,000+       |
| Bélgica       | 2              | Platino       | 40,000+        |
| Dinamarca     |                | 2x Platino    | 60,000+        |
| Finlandia     | 3 (2 Weeks)    | Platino       | 40,367+        |
| Francia       | 1              | Platino       | 300,000+       |
| Alemania      | 1              | 4x Platino    | 900,000+       |
| Hungría       |                | Oro           | 5,000+         |
| México        | 2              | 2x Platino    | 200,000+       |
| Holanda       |                | Platino       | 80,000+        |
| Nueva Zelanda | 1 (4 Weeks)    | 2x Platino    | 30 000+        |
| Portugal      | 1 (3 Weeks)    | Platino       | 20,000+        |
| España        | 1              | 2x Platino    | 160,000+       |
| Suecia        | 2 (2 Weeks)    | Oro           | 30 000+        |
| Suiza         | 1 (9 Weeks)    | 3x Platino    | 120,000+       |
| Reino Unido   | 1              | 6x Platino    | 1,800,000+     |

### Procesiones y sucesiones
| Predecesor: Dreamed a dream de George Murphy | Top 75 Albums — Álbum N° 1 21 de octubre de 2004 — 10 de noviembre de 2004 | Sucesor: Greatest Hits: My Prerogative de Britney Spears |